# Ruta de Illinois 37
La Ruta de Illinois 37, y abreviada IL 37 (en inglés: Illinois Route 37) es una carretera estatal estadounidense ubicada en el estado de Illinois. La carretera inicia en el sur desde la US 51  , IL 3 , GRR 1  en Cairo hacia el norte en la US 45     en Watson. La carretera tiene una longitud de 3,9 km (2.42 mi).

## Mantenimiento
Al igual que las autopistas interestatales, y las rutas federales y el resto de carreteras estatales, la Ruta de Illinois 37 es administrada y mantenida por el Departamento de Transporte de Illinois por sus siglas en inglés IDOT.